# Noblesse de robe
 (mars 2012).
Si vous disposez d'ouvrages ou d'articles de référence ou si vous connaissez des sites web de qualité traitant du thème abordé ici, merci de compléter l'article en donnant les références utiles à sa vérifiabilité et en les liant à la section « Notes et références ».
Dans la France de l'Ancien Régime, la noblesse de robe rassemble tous les nobles qui occupent des fonctions de gouvernement, principalement dans la justice et les finances. Ces personnes doivent, notamment dans le cas des juristes, avoir fait des études universitaires et donc revêtir la robe ou toge des diplômés de l'université. Ils sont surnommés robins, hommes de robe, et le groupe noble qu'ils forment « noblesse de robe ». Les historiens modernistes et sociologues identifient, à côté de cette noblesse de robe, une bourgeoisie de robe.

## Origine de l'expression
Jusqu'au XVIIe siècle, les commentateurs utilisaient les concepts de « noblesse politique » ou « noblesse civile », empruntés à Aristote, avançant alors l'idée que « la science et le service du bien commun ennoblissaient ceux qui s'y dévouaient ». Les premières occurrences de l'expression « noblesse de robe » apparaissent au début du XVIIe siècle,, vraisemblablement sous la plume d'Étienne Pasquier. Elle témoigne, selon les historiens, de la consécration d'une division des tâches entre les robins, chargés des missions administratives ou judiciaires, et les nobles dont le prestige et la légitimité reposent sur l'exercice des fonctions militaires ou diplomatiques.
Durant la première moitié du XVIIe siècle, l'expression reste encore peu usitée, les contemporains utilisant plutôt les termes « gens de robe », « gens de robe longue ou de robe courte » ou encore « la robe ». Elle circonscrit alors les contours d'un état rattaché à des fonctions précises, puis caractérise progressivement un groupe nobiliaire qui s'oppose, à la fin du XVIIe siècle, à celui de l'épée.

## Noblesse de robe et noblesse d'épée
Si l'expression de « noblesse de robe » commence à s'opposer à celle, apparue plus tardivement, de « noblesse d'épée », dans le dernier quart du XVIIe siècle, sous le règne de Louis XIV, ses origines sont antérieures.
Aux XVe siècle et XVIe siècle, les frontières de la noblesse se caractérisent encore par leur fluidité et leur indétermination juridique. Les vertus guerrières (port de l'épée, blessures reçues au combat...) sont certes mises au premier plan, mais l'accession à la noblesse peut prendre des voies alternatives, notamment en menant une vie de « noble homme » (selon l'expression d'Olivier de La Marche) sur une seigneurie durant plusieurs générations. Au tournant des XVIe siècle et XVIIe siècle, « l’idée que la noblesse implique nécessairement une supériorité morale héréditaire » prédomine encore très majoritairement sur les définitions juridiques de la noblesse. Durant les guerres de Religion, le petit groupe social des magistrats des tribunaux les plus importants commence cependant à acquérir une identité propre et des débats nourris émergent alors sur les mérites comparés des hommes de loi et des hommes de guerre, les premiers contestant la prééminence aux seconds.
La reconnaissance de la vénalité des charges en 1604, avec l'instauration de la paulette par Henri IV, semble jouer en faveur des officiers, qui peuvent transmettre leur charge de manière héréditaire. Elle est à ce titre fortement contestée par la noblesse seigneuriale, qui en demande sans succès l'abolition lors des états généraux de 1614.
Selon l'historien Élie Haddad, il faut attendre néanmoins la seconde moitié du XVIIe siècle pour qu'émerge et se cristallise la dichotomie noblesse de robe / noblesse d'épée au sein du « second ordre ». Celle-ci s'inscrit dans un contexte de contrôle d'accès à la noblesse par le pouvoir louis-quatorzien. La définition de la noblesse qui s'impose alors en France résulte d'un compromis entre noblesse de service (centrée sur les fonctions de justice ou de finance, issue directement de la volonté royale, pouvant être accordée ou retirée) et noblesse lignagère (centrée sur la carrière des armes ou, dans une moindre mesure, par la diplomatie, découlant de l'ancienneté et du sang, et jugée à ce double titre plus prestigieuse). De fait, jusqu'à la fin de l'Ancien régime, le statut symbolique des charges de la noblesse de robe fut en France toujours inférieur à celui de la noblesse d'épée.
L'opposition entre noblesse de robe et noblesse d'épée n'est pas toutefois tranchée et il n'est pas rare de voir le fils cadet d'un noble de robe entrer dans l'armée quand son frère aîné succède à l'office paternel. Certaines familles de robe ont réussi à s'agréger à la noblesse d'épée et en ont adopté le comportement. Le comportement du maréchal de Belle-Île, descendant du célèbre Fouquet, est à cet égard particulièrement éloquent. A contrario, on rencontre, dans les cités flamandes par exemple, des familles patriciennes ayant quitté leur état de chevalerie pour s'adonner au négoce, et anoblies formellement par l'acquisition d'offices à partir du XVIIe siècle.

## Titre de noblesse
Dans sa majeure partie, la noblesse de robe est constituée de descendants de personnes qui ont acquis à titre onéreux un office anoblissant dans les finances ou la justice. Ces offices, ou charges, sont en pratique transmissibles et vendables librement, même si cela n'a été officialisé qu'en 1604 par l'édit de la Paulette. Cette transmission des offices, souvent de père en fils, favorise une conscience de groupe très forte. Ainsi, les membres des parlements, l'élite de la noblesse de robe, bien que souvent nobles de longue date, revendiquent hautement leur place dans l'État face à la noblesse d'épée.
Si à l'origine la noblesse de robe est assez accessible grâce à la vénalité des offices, elle a tendance à se fermer à partir du XVIIe siècle, les descendants d'anoblis refusant l'entrée de roturiers dans leur groupe. Cette exclusion a permis la création d'une nouvelle classe sociale; la bourgeoisie de robe. Les créations massives d'offices effectuées par la monarchie, toujours à la recherche de rentrées d'argent, ont fait naître des protestations du côté de la noblesse de robe.
Parmi les familles de la noblesse de robe les plus connues subsistant de nos jours, on peut citer les familles de Montesquieu, d'Ormesson, de Nicolaï, de Maupeou, Feydeau, de Francqueville, de Lanafoërt-Chapelain L'officier, de Doat, de Sabail, Mailhes, Meaudre, Colbert, etc.

## Remarque connexe
La noblesse de robe ne doit pas être confondue avec la noblesse de cloche qui fait référence aux anoblis et aux nobles titulaires de fonctions municipales dans certaines villes du royaume — on songe ainsi aux capitouls de Toulouse ou aux échevins de Paris.

## Débats sociologiques
Lucien Goldmann, dans le chapitre VI de son livre Le Dieu caché, chapitre intitulé « Jansénisme et noblesse de robe », défend la thèse selon laquelle le jansénisme serait l'idéologie de la noblesse de robe. René Pommier, dans son article Jansénisme et noblesse de robe ?, conteste cette thèse en donnant quatre objections fondamentales.
La thèse de Lucien Goldmann est que le jansénisme est l'expression d'un mécontentement face à la monarchie centralisatrice. Face à la hausse de pouvoir des commissaires royaux au détriment des officiers (de recrutement bourgeois), ces derniers auraient pratiqué un « retrait critique du monde » de plus en plus contestataire.
René Taveneaux modère la vision de Goldmann influencée par le marxisme et préfère parler de « terrain de rencontre » entre jansénisme et bourgeoisie, arguant que le bourgeois est un homme libre sous l'Ancien Régime, détaché de la hiérarchie seigneuriale, et que cette situation favorable à l'individualisme a pu, chez certains, s'associer facilement avec la morale janséniste, qui préfère l'épanouissement de la vie intérieure aux fastes de la liturgie tridentine, et une réforme morale exigeante plutôt qu'une distribution trop accessible des sacrements. L'assise essentiellement urbaine du jansénisme permet également cette rencontre entre jansénisme et bourgeoisie parlementaire.

## Sources
- Frédéric Bluche, article "Vénalité des offices", Encyclopédia Universalis.
- Jean-Marie Constant, "Noblesse et élite au XVIe siècle : les problèmes de l'identité noble", in La noblesse en liberté - XVIe – XVIIe siècles, Presses universitaires de Rennes, coll. « Histoire », 2004, p. 67-80. Lire en ligne=https://books.openedition.org/pur/18097.
- Albert Cremer, "La genèse de la notion de noblesse de robe", in Revue d’histoire moderne et contemporaine, tome 46, n°1, Janvier-mars 1999, p. 22-38.
- Leonhard Horowski, Au cœur du palais. Pouvoir et carrières à la cour de France, 1661-1789, trad. de Serge Niémetz, Presses universitaires de Rennes/Centre de recherche du château de Versailles, Rennes/Versailles, coll. "Histoire", 2019
- Arlette Jouanna, Des "gros et gras" aux "gens d'honneur", in Guy Chaussinand-Nogaret (dir.), Histoire des élites en France du XVIe au XXe siècle, Tallandier, coll. « Pluriel », Paris, 1991, p. 17-141.
- Coline Kaiser, "Les cours souveraines au XVIe siècle : morale et Contre-Réforme". In: Annales. Économies, Sociétés, Civilisations. 37ᵉ année, N. 1, 1982. pp. 15-31.
- Alain Rey (dir.), Dictionnaire historique de la langue française, Le Robert, Paris, 1998.
- Dominique Vallaud, Dictionnaire historique, (1995).